# Haslach (Rot an der Rot)
Haslach ist ein Ortsteil der Gemeinde Rot an der Rot im Landkreis Biberach in Oberschwaben im Bundesland Baden-Württemberg.

## Gliederung
Zugehörig zu Haslach sind die Teilgemarkungen Ammannstonihof, Baptis, Benzen, Bergbauer, Bohlishof, Buch, Eisenhalden, Haldenhof, Hamerz, Harmen, Hasjäck, Heimatglück, Jägerhaus, Josenbäuerle (Josenhof), Käsperle (Fäßler), Kunenberg, Maucherhof, Neuhauser, Norbert, Obermittelried, Pfeiffer, Rehm, Rehms Einöde, Reute (Reuthof), Rohrmühle, Schachen, Schöntal, Schuhjörg, Schumacher, Talhof, Waldeck, Weiher und Würfel (Zoller). Abgegangen ist der Höllhof.

## Beschreibung
Haslach liegt an der Haslach. Sie mündet drei Kilometer nördlich von Haslach, kurz nach Rot an der Rot und vor Zell an der Rot in die Rot. Im Jahre 1275 erfolgt die erste urkundliche Erwähnung der Gemeinde im Liber decimationis, dem Zehntbuch des Bistums Konstanz. Am 10. Oktober 1350 wurde die Pfarrei, während der Amtszeit von Abt Eglof von Lutrach dem Kloster Rot an der Rot einverleibt. Im Dreißigjährigen Krieg und später zur Zeit der Koalitionskriege wurde der Ort schwer in Mitleidenschaft gezogen. Kirche und Pfarrhaus mehrfach geplündert und gebrandschatzt. Gegenstände aus dem Kirchenschatz entwendet oder profaniert. Bis zum Jahre 1803 gehörte die Gemeinde zum Territorium der Reichsabtei Rot an der Rot. Danach und kam Haslach zunächst unter die Herrschaft des Grafen von Wartenberg, später zu Erbach. Ab 1806 zählte die Gemeinde zum Königreich Württemberg und dort von 1810 bis ins Jahr 1938 zum Oberamt Leutkirch.

## Bauwerke

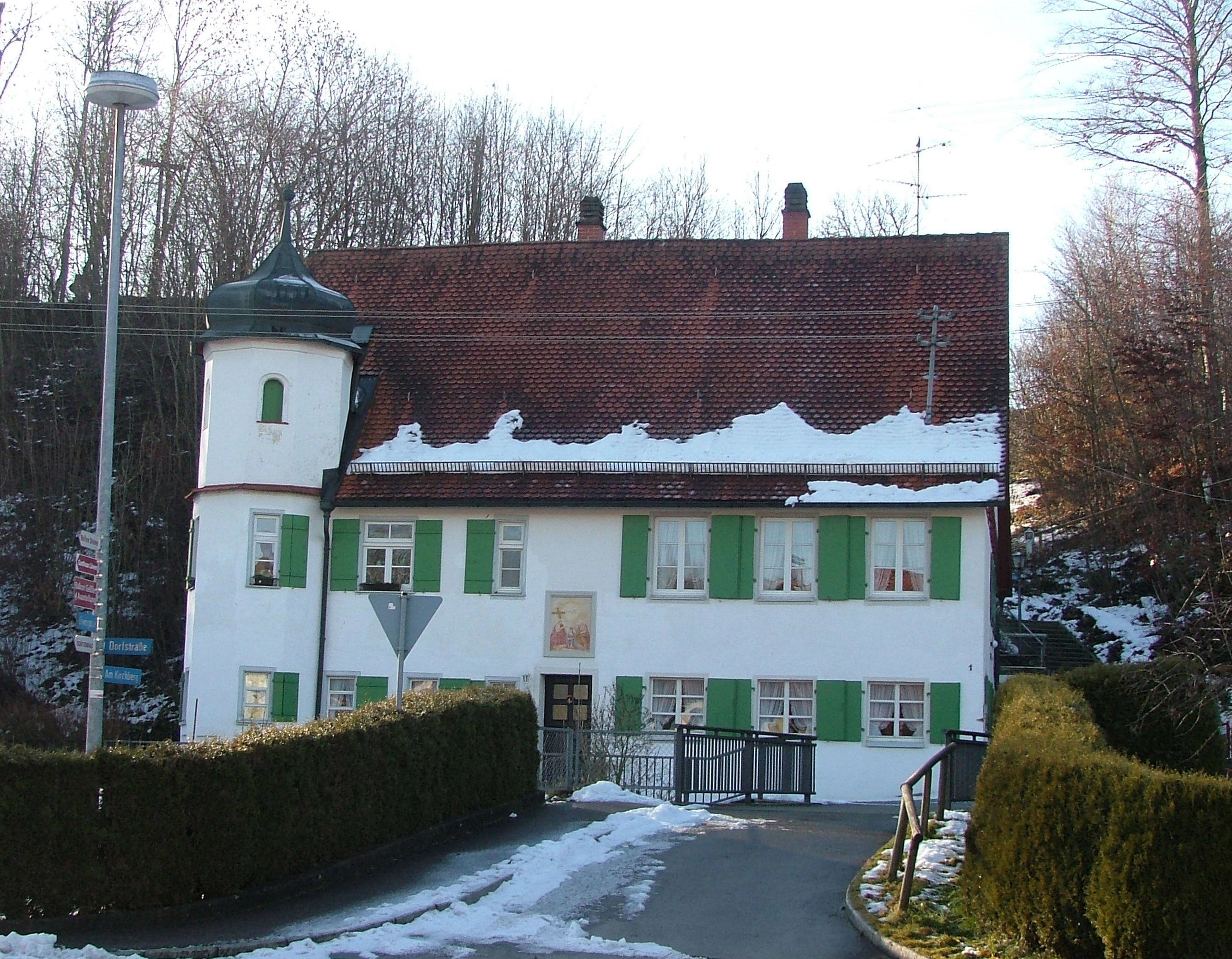
Ehemaliges Pfarrhaus von 1813 (2012)

Die Pfarrkirche St. Petrus in Ketten wurde während der Amtszeit von Abt Martin Hesser 1441 an der heutigen Stelle errichtet. Die heutige kirchliche Gemeinde ist Bestandteil der Seelsorgeeinheit 2 Rot-Iller im Dekanat Biberach. Im Jahre 1813 wurde ein neues Pfarrhaus unterhalb der Kirche an der Haslach eingeweiht. Im Besitz der Kirche findet sich eine Krippe von Josef Fackler (1991) mit zwölf Figuren des Holzbildhauers Karl Nägele aus dem Jahr 1941.
Das heutige Rathaus stammt aus dem Jahre 1834 und war ursprünglich das Schulhaus. Das alte Feuerwehrhaus zwischen Mooshauser Straße und Heusteige wurde 1888 erbaut. Im Jahr 1906 erhielt Haslach eine Ortswasserversorgung. Am 22. September 1915 wurde der Ort an das Stromnetz der Oberschwäbischen Elektrizitätswerke angeschlossen. Am 20. September 1921 wurde das Kriegerdenkmal zum Ersten Weltkrieg eingeweiht. Die heutige Schule, Turnhalle und Sportgelände stammen aus dem Jahr 1964.
Am 17. August 1969 ereignete sich entlang der Haslach und Rot durch den Bruch des Hochwasserrückhaltebeckens Haslach eine schwere Hochwasserkatastrophe. Das Ergebnis davon war der zweijährige Bau des Hochwasserrückhaltebeckens Rappenbach. Einen Kindergarten gibt es seit 1975 im Ort.
Trotz Anwendung rechtlicher Mittel wurde Haslach am 1. Januar 1975 nach Rot eingemeindet.